# 丁家荘駅 (南京地下鉄)
丁家荘駅（ていかそうえき）は、南京市棲霞区邁皋橋街道寅春路と奮闘路の交差点にある、南京地下鉄7号線の駅である。

## 駅名
事業着手当初は南京地下鉄集団は「丁家荘駅」の仮称を用いており、2019年11月28日に「丁家荘駅」を駅名として第一次公示され、2020年1月18日に第一次公示のより駅名が「丁家荘駅」に決定したことが発表された。

## 歴史
- 2022年12月28日7号線の駅として開業[3]。

## 駅構造

### のりば
| 番線 | 路線            | 行先                          | 行先          |
| ---- | --------------- | ----------------------------- | ------------- |
|      | 南京地下鉄7号線 | 丁家荘南・万寿・尭化門 方面   | 仙新路駅 行き |
|      | 南京地下鉄7号線 | 福建路・清涼山・大士茶亭 方面 | 西善橋駅 行き |

## 隣の駅
南京地下鉄
■7号線
丁家荘南駅- 丁家荘駅- 万寿駅